# Synaptocochlea
Synaptocochlea is een geslacht van weekdieren uit de klasse van de Gastropoda (slakken).

## Soorten
- Synaptocochlea belmonti Simone, 2009
- Synaptocochlea concinna (Gould, 1845)
- Synaptocochlea montrouzieri (Pilsbry, 1890)
- Synaptocochlea picta (d'Orbigny, 1847)
- Synaptocochlea pulchella (A. Adams, 1850)